# Adam Piotrowski (1918–2000)

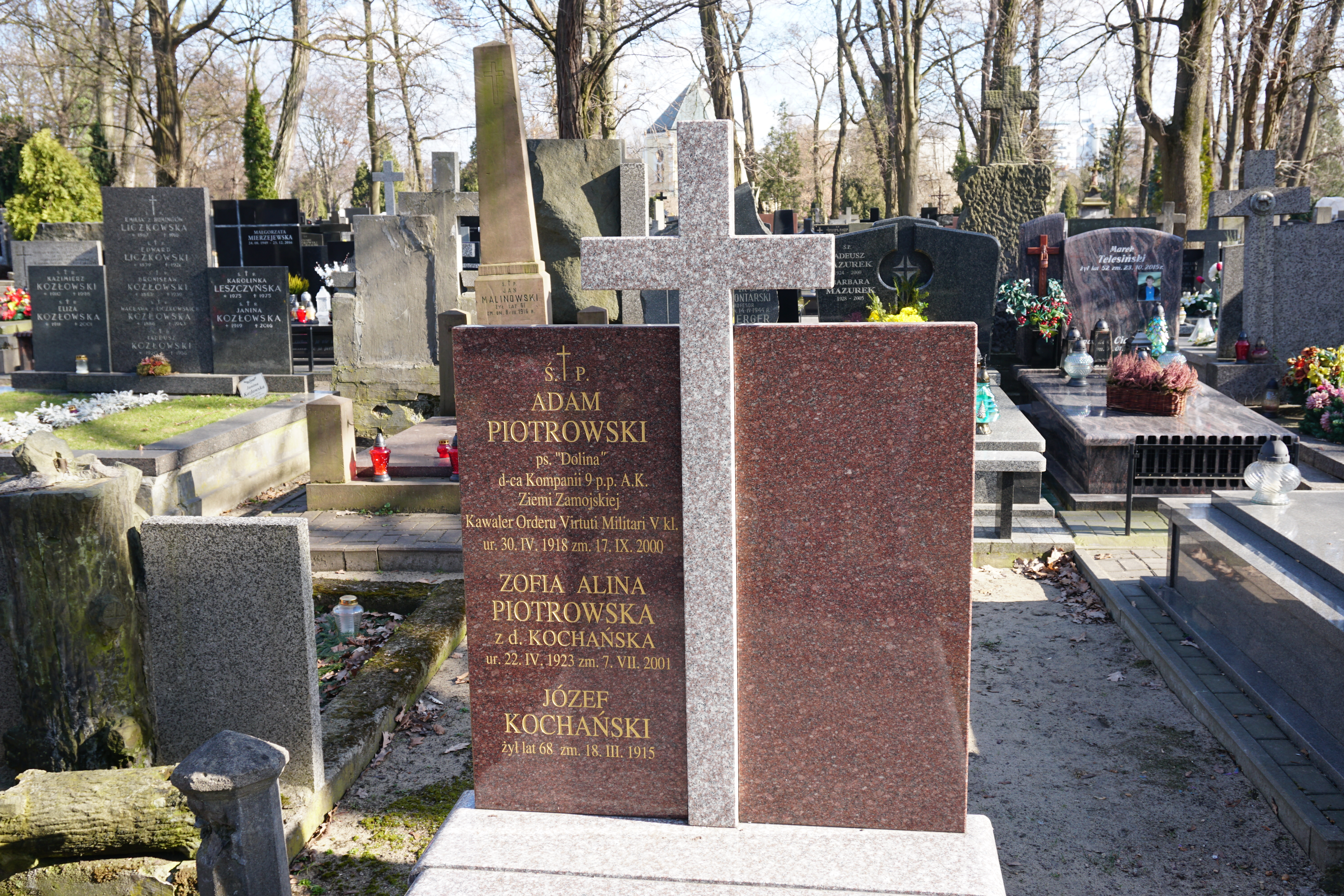
Grób Adama Piotrowskiego na cmentarzu Bródnowskim

Adam Piotrowski, ps. Dolina (ur. 30 kwietnia 1918, zm. 17 września 2000 w Warszawie) – polski wojskowy w randze podpułkownika, dowódca 9 kompanii pułku piechoty Armii Krajowej Ziemi Zamojskiej, inżynier.
Z wykształcenia był inżynierem specjalizującym się w budowie lotnisk wojskowych. Zmobilizowany przed 1 września 1939 brał udział w walkach do zakończenia działań wojennych. Związany był z Inspektoratem Zamość AK, brał udział w licznych akcjach zbrojnych, m.in. likwidacji konfidentów w Nieliszu i Zawadzie. Dowodził batalionem, który bronił mostów w Bondyrzu i Kaczórkach, walczył u boku sowietów wyzwalających Biłgoraj, Zwierzyniec i Frampol oraz brał udział w akcjach dywersyjnych. Po 1945 powrócił do zawodu, był kawalerem Orderu Virtuti Militari. Został pochowany na cmentarzu Bródnowskim (kw. 19D-6-8).